# Прогнозування
Прогнозування — процес передбачення майбутнього стану предмета чи явища на основі аналізу його минулого і сучасного, систематично оцінювана інформація про якісні й кількісні характеристики розвитку обраного предмета чи явища в перспективі. Результатом прогнозування є прогноз — знання про майбутнє і про ймовірний розвиток сьогочасних тенденцій конкретного явища-об'єкта в подальшому існуванні.

## Застосування прогнозування
Прогнозування застосовується в наступних ситуаціях:
- Ланцюг постачання — прогнозування застосовується в ланцюгу постачання для забезпечення клієнтів компанії правильним продуктом у правильний час. Є складовою частиною процесів управління попитом та планування продажів і операцій, який є складовою частиною процесів в алгоритмі MRP II
- Бізнес-планування — частина підготовки та розробки бізнес-планів
- Прогноз погоди, метеорологія
- Планування транспорту
- Економічне прогнозування
- Мовне прогнозування
- Технологічне прогнозування
- Передбачення землетрусів
- Політичне прогнозування
- Прогнозування педагогічне

## Методи прогнозування
Існують два підходи до прогнозування: якісний та кількісний.
Кількісний підхід базується на математичних моделях й історичних даних. Якісний підхід покладається на освічену думку, інтуїцію й досвід професіоналів. Серед його різновидів є консенсус керівництва, Делфі-метод, оцінка торговими працівниками — кожного за своїм регіоном, опитування клієнтів.
Кількісні методи діляться на два види: причинно-наслідкові й моделі часових рядів. Часові ряди діляться на:
- моделі з декомпозицією: виділення сезонності й тренду;
- моделі згладжування:
  - середнє арифметичне;
  - ковзне середнє арифметичне;
  - середнє зважене;
  - ковзне середнє зважене;
  - експоненційне згладжування

## Оцінка прогнозу
Надзвичайно важливо оцінювати прогноз. Серед безлічі надійних методів є декілька, які найпростішими, але, поєднані разом, дають безпомилкову оцінку якості поданого плану продажу та його фактичного виконання. Це:
- середнє абсолютне відхилення / Mean Average Deviation (MAD);
- сума помилок прогнозу зростаючим підсумком / Running Sum of Forecast Error (RSFE);
- сигнал відстежування / Tracking Signal (TS)

## Процедури, процеси, відповідальність у прогнозуванні
Система прогнозування вимагає певного рівня формалізації, тобто описана процедурами й інструкціями. В бізнес-прогнозуванні процесом займаються та за нього відповідають підрозділи продажу та маркетингу, які відповідають за збут у компаніях: відділ збуту, відділ маркетингу, відділ з роботи з клієнтами, товарознавців. Проте, досить поширеною є практика коли короткострокове прогнозування здійснюється працівниками планових відділів логістики.

## Економічне прогнозування
Є найважливішим фактором успішного розвитку усіх держав світу. Саме від визначення раціональних прогностичних аспектів залежить вдалий соціально-економічний розвиток будь-якого суспільства.
Найавторитетнішою науковою установою в питаннях економічного прогнозування в Україні є Інститут економіки та прогнозування НАН України, який наразі очолює видатний вчений-економіст академік Геєць Валерій Михайлович.

## Військове прогнозування
Військове прогнозування — прерогативний напрямок воєнного мистецтва та військової стратегії, який передбачає максимально об'ємне передбачення усіх імовірно-можливих позитивних та негативних ситуацій будь-якого воєнного (чи військово-розвідувального) короткострокового (або довгострокового) запланованого заходу. Є визначальною передумовою успіху кожної військової операції, чи тривалої кампанії. Є важливим розділом військової науки, який безумовно забезпечує суттєву ефективність військової справи.